# Mészáros Tamás (színművész)
Mészáros Tamás (1974. augusztus 16. –) magyar színész.

## Életpályája
1974-ben született. 1992-1996 között a Színház- és Filmművészeti Főiskola hallgatója volt. 1996-2001 között a Szegedi Nemzeti Színház, 2001-2002 között a kecskeméti Katona József Színház, 2002-2004 között a Soproni Petőfi Színház, 2004-2007 között a Radnóti Színház tagja volt. Később a Kolibri Színház tagja lett.

## Színházi szerepeiből
- William Shakespeare: Sok hűhó semmiért... Don Juan; Claudio
- Carlo Goldoni: Karneválvégi éjszaka... Cosmo, legény
- Edmond Rostand: A sasfiók... A reichstadti herceg
- Anton Pavlovics Csehov: Cseresznyéskert... Trofimov
- Mihail Afanaszjevics Bulgakov: A Mester és Magarita... Iván
- Bertolt Brecht: Kurázsi mama és gyerekei... A tábori lelkész
- Arthur Miller: Az ügynök halála... Happy
- George Bernard Shaw: Az ördög cimborája... Kristóf
- Luigi Pirandello: IV. Henrik... Ordulf
- Hans Henny Jahnn: III: Richard megkoronázása... Richard, yorki herceg
- Janusz Głowacki: Negyedik nővér... Sztyopa
- Leonard Bernstein: West Side Story... Action
- Peter Shaffer: Equus... Mr. Strang
- Petőfi Sándor: János vitéz... Kukorica Jancsi (János vitéz)
- Forgách András – Kosztolányi Dezső: Aranysárkány... Liszner Vili
- Mándy Iván: Régi idők focija... Kövesi
- Weöres Sándor: Holdbéli csónakos... Paprika Jancsi
- Szabó Magda: Tündér Lala... Amalfi
- Darvasi László: Störr kapitány... Bart, az inas
- Várkonyi Mátyás – Miklós Tibor: Sztárcsinálók... Britannicus; Pál apostol
- Szirmai Albert – Bakonyi Károly – Gábor Andor: Mágnás Miska... Mixi gróf
- Huszka Jenő: Lili bárónő... Frédi

## Filmes és televíziós szerepei
- Gólkirályság (2023–)
- Doktor Balaton (2021)
- Jófiúk (2019)
- Jóban Rosszban (2018)
- Válótársak (2015)
- Sztracsatella (1996)